# Groma

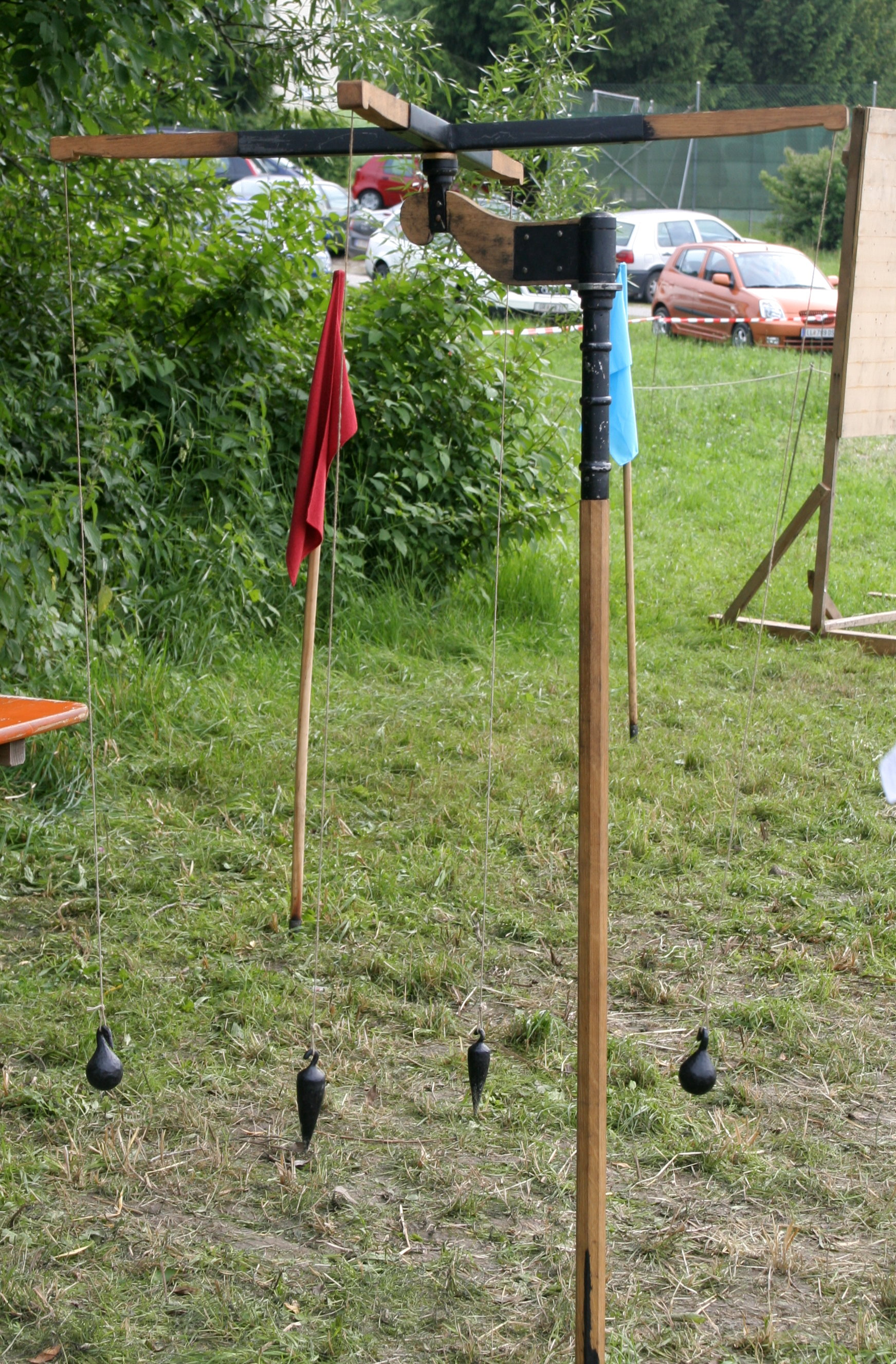
Una moderna ricostruzione della groma romana

La groma, strumento utilizzato dal mensor o gromatico già ai tempi degli Etruschi e, successivamente, dell'antica Roma, serviva per tracciare sul territorio allineamenti tra loro ortogonali, necessari per il tracciamento di nuove città, quartieri e strade o per frazionare il territorio in quadrati o rettangoli, al fine del calcolo delle superfici.
È costituita da un'asta verticale che si conficcava nel terreno e recante in sommità un braccio di sostegno per due aste tra loro ortogonali. Le estremità delle aste hanno dei fori a distanza uguale sui quali vengono appesi dei fili a piombo, che risultavano a due a due tra loro ortogonali e servono per traguardare i capisaldi.
Questo strumento veniva costruito in legno con particolari di metallo nelle parti ritenute di maggiore importanza o usura.

## Etimologia
L'etimologia della parola groma deriva dal greco γνώμων, gnṓmōn, indicatore (dalla stessa origine deriva anche lo gnomone). Lo strumento sembra aver avuto origine in Mesopotamia e da qui fu importato dai Greci nel IV secolo a.C.; dai Greci passò agli Etruschi e successivamente il suo utilizzo passò ai Romani.

## Gromatici famosi
- Agenio Urbico